# Rats in the Burlap
Rats in the Burlap is het achtste studioalbum van de Canadese punkband The Real McKenzies. Het album werd uitgegeven op 24 maart 2015 op cd in Canada via het platenlabel Stomp Records en op 7 april 2015 op cd en (gekleurd) vinyl via het platenlabel Fat Wreck Chords in de Verenigde Staten.

## Nummers
1. "Wha Saw the 42nd" - 2:00
2. "Up on a Motorbike" - 2:02
3. "Who'd a Thought" - 3:02
4. "Midnight Train to Moscow" - 1:47
5. "Lilacs in the Alleyway" - 3:29
6. "Yes" - 2:44
7. "You Wanna Know What" - 2:19
8. "What Have You Done" - 2:37
9. "Bootsy the Haggis-Eating Cat" - 2:31
10. "Spinning Wheels" - 1:39
11. "Stephen's Green" - 2:55
12. "The Fields of Inverness" - 3:47
13. "Catch Me" - 2:35
14. "Dead or Alive" - 2:54